# Razvor
 (mars 2023).
Si vous disposez d'ouvrages ou d'articles de référence ou si vous connaissez des sites web de qualité traitant du thème abordé ici, merci de compléter l'article en donnant les références utiles à sa vérifiabilité et en les liant à la section « Notes et références ».
Razvor est un village de la municipalité de Kumrovec (comitat de Krapina-Zagorje) en Croatie. Au recensement de 2011, le village comptait 191 habitants.

## Histoire
Le manoir Erdődy à Razvor
Le manoir d'Erdödy, a été construit vers 1780, dans un style baroque tardif sur la pente au pied du Razvor. La famille Erdödy, famille noble, occupait le nouveau «Dvore Klanjecke», ainsi que ce petit château-manoir à l'exception du domaine de Varazdin. Le manoir est aujourd'hui,transformé en "villa Mlinaric".
```
A noter que La comtesse Sidonija Erdődy Rubido a passé sa prime enfance dans le manoir. Elle était la chanteuse la plus populaire de cette époque en Croatie au 19e siècle et a interprété le premier opéra croate prima donna (un ardent plaidoyer du mouvement illyrien). Elle a été la première à chanter publiquement en langue croate («La Croatie ne s'est pas encore effondrée» et aria Ljubica du premier opéra croate «Amour et malice»).
```